# NGC 6142
NGC 6142 ist eine 13,8 mag helle Spiralgalaxie vom Hubble-Typ Sb im Sternbild Nördliche Krone. Sie ist schätzungsweise 464 Millionen Lichtjahre von der Milchstraße entfernt und hat einen Scheibendurchmesser von etwa 270.000 Lj.
Das Objekt wurde am 30. Mai 1791 von Wilhelm Herschel mit einem 18,7-Zoll-Spiegelteleskop entdeckt, der sie dabei mit „eF, S, bM“ beschrieb.